# Temorites spinifera
Temorites spinifera är en kräftdjursart som först beskrevs av A. Scott 1909.  Temorites spinifera ingår i släktet Temorites och familjen Bathypontiidae. Inga underarter finns listade i Catalogue of Life.